# Christiane Feser
Christiane Feser (* 1977 in Würzburg) ist eine deutsche Künstlerin und Fotografin, die vorwiegend mit digitalen Fotocollagen arbeitet.

## Leben und Werk
Von 1999 bis 2006 studierte sie Visuelle Kommunikation und Fotografie an der Hochschule für Gestaltung Offenbach am Main bei Heiner Blum und Lewis Baltz. Während dieser Zeit war sie von 2000 bis 2003 Mitarbeiterin am Forschungsprojekt Digitalcraft des Museums für Angewandte Kunst in Frankfurt. Das Studium schloss sie mit Diplom ab.
2011 erwarb das Solomon R. Guggenheim Museum in New York Bilder aus ihrer Werkserie Latente Konstrukte für seine Sammlung. „Ausgangspunkt sind Papiermodelle, die fotografiert und anschließend wiederholt überarbeitet werden. Durch Schnitte und Perforationen, Vernähungen und Aufbiegungen, durch Kopieren, Drucken und erneutes Fotografieren durchlaufen diese Bilder verschiedene Ausdrucksstadien. Es entstehen vielschichtige, rhythmisch angeordnete geometrische Strukturen. Reiche Licht- und Schattenwerte verleihen ihnen paradox anmutende räumliche Wirkungen“.
„Sie arbeitet oft mit abstrakt-geometrischen Kompositionen und Formen, die sie modifiziert, faltet, abfotografiert, die dreidimensionalen Formen in das fotografische Abbild einbaut, noch einmal abfotografiert. Dieser Prozess ist langwierig und wiederholt sich manchmal mehrfach, ohne dass am Rechner eingegriffen wird“. Dadurch entstehen nicht figürliche und abstrakte fotografische Werke.
In ihren oft großformatigen Arbeiten „geht es Christiane Feser um die Autonomie des fotografischen Bildes“, das als eigenes Werk für sich steht, „anstatt nur etwas darzustellen“.
Sie lebt in Frankfurt am Main und arbeitet seit Frühjahr 2015 in einer Atelieretage im Frankfurter Gallusviertel.

## Auszeichnungen und Stipendien
- 2019  Residenzstipendium, Budapest Art Factory
- 2016 1822-Kunstpreis[8]
- 2014 Cité Internationale des Arts, Paris, Hessisches Ministerium für Wissenschaft und Kunst (sechsmonatiges Stipendium[9])[10]
- 2013 Ann Wolff Foundation Award[11]
- 2012 Kaiserring-Stipendium, Mönchehaus Museum Goslar[4]
- 2012 Nominierung zum Vordemberge-Gildewart Stipendium, Museum Wiesbaden[12]
- 2008 Moldaustipendium im Egon Schiele Art Centrum, Hessisches Ministerium für Wissenschaft und Kunst[13]
- 2006–2008 Charlotte-Prinz-Stipendium, Stadt Darmstadt[14]
- 1999 Deutscher Jugendfotopreis[15]
- 1998 Deutscher Jugendfotopreis[16]

## Ausstellungen
Einzelausstellungen (Auswahl)
- 2021 Coded Echoes. Galerie Kornfeld, Berlin[17]
- 2019 Relative Varianten. Kunst- und Kulturstiftung Opelvillen Rüsselsheim[18]
- 2019 Neuer Kunstverein Gießen[19]
- 2016 Photoobjects. Von Lintel Gallery, Los Angeles
- 2014 Halbe Räume. KunstRaum Riedberg, Johann Wolfgang Goethe-Universität Frankfurt am Main[20]
- 2012 Latente Konstrukte. Mönchehaus Museum Goslar, Goslar

Gruppenausstellungen (Auswahl)
- 2021 Haus des Papiers, Bildende Papierkunst, Berlin
- 2020 Gegenwart / Erinnerung, Stiftungspreis Fotokunst 2020, Kunstwerk Sammlung Alison & Peter W. Klein, Eberdingen Nussdorf
- 2020 PIN, Pinakothek der Moderne, München
- 2020 Schwarz Weiss II, Städtische Galerie im Park Viersen, Viersen
- 2019 Nullpunkt der Orientierung, Fotografische Verortung im Raum. Art Foyer DZ BANK Kunstsammlung, Frankfurt am Main
- 2019 Recent Acquisitions, David Winton Bell Gallery. Brown University in Providence, Rhode Island
- 2019 Walls of Power. Fotofestival Rencontres d’Arles, Arles
- 2019 Bauhaus Lines. Neue Galerie für Zeitgenössische Kunst, Gera
- 2018 Cut! Paper Play in Contemporary Photography. J. Paul Getty Museum, Los Angeles[21]
- 2016 Das autonome Bild – Fünf Konzepte aktueller Fotografie. Kunstmuseum Bochum
- 2016 Doppelgänger. Torrance Art Museum, Los Angeles
- 2015 Déjà-vu in der Fotokunst. Art Foyer DZ BANK Kunstsammlung, Frankfurt am Main
- 2015 Metamorphosis. Queenstreet Studios, Photofestival Belfast
- 2015 Solid Signs. Frankfurter Kunstverein, Frankfurt am Main
- 2015 Lichtbild und Datenbild. Museum im Kulturspeicher, Würzburg
- 2015 Paris Photo 2015. Grand Palais, Paris
- 2014 Statement 1: New Photography from Germany. Goethe-Institut Hongkong (in Kooperation mit c/o Berlin)
- 2014 Einknicken oder Kante zeigen? Die Kunst der Faltung. Museum für konkrete Kunst, Ingolstadt
- 2013 Kunststücke 07. Advotec/Neuer Kunstverein Gießen
- 2013 Photo LA. Los Angeles, USA
- 2013 Reportage Photography Festival, Sydney, Australien
- 2013 Cruel and Unusual. Sirius Art Centre, Irland
- 2012 Eine/r aus siebzehn. Museum Wiesbaden[22]
- 2012 Photoville, New York
- 2012 Now`s the time: Recent Acquisitions. Solomon R. Guggenheim Museum[23]
- 2012 Brush it in. Flowers Gallery, London
- 2012 Bildspuren – Unruhige Gegenwarten. Darmstädter Tage der Fotografie, Institut Mathildenhöhe Darmstadt
- 2009 Manipulating Reality: how images redefine the world. Centro di cultura contemporanea Strozzina, Palazzo Strozzi, Florenz[24]
- 2008 68/10 Jahre Moldaustipendium. Hessisches Ministerium für Wissenschaft und Kunst, Wiesbaden (Ausstellung aller 68 hessischen Stipendiaten mit je einem Werk anlässlich des zehnjährigen Bestehens des Moldaustipendiums)[25]
- 2007 Darmstädter Tage der Fotografie. Museum Künstlerkolonie Darmstadt
- 2006 Saar Ferngas Förderpreis junge Kunst. Museum Pfalzgalerie Kaiserslautern,[26] Stadtgalerie Saarbrücken, TUFA, Trier
- 2005 Junge Kunst mit Zukunft. Ernst & Young Benefizauktion, Museum Angewandte Kunst, Frankfurt am Main

## Werke in öffentlichen Sammlungen
- Solomon R. Guggenheim Museum, New York
- DZ BANK Kunstsammlung, Frankfurt
- Mönchehaus Museum Goslar
- Zentrum für Kunst und Medien (ZKM), Karlsruhe
- Fundacion Juan March, Madrid
- J. Paul Getty Museum, Los Angeles
- Minneapolis Institute of Art, Minneapolisref name="artatberlin"/>

## Publikationen und Ausstellungskataloge
- Partitionen. Hartmann Books, Stuttgart 2017, ISBN 978-3-96070-015-9
- Quasimomente. Trademark Publishing, Frankfurt am Main 2016, ISBN 978-3-98183-282-2
- Das Autonome Bild – Fünf Konzepte aktueller Fotografie. Hans Günter Golinski, Sepp Hiekisch-Picard (Hrsg.) im Auftrag der Stadt Bochum, Kunstmuseum Bochum, Druckverlag Kettler 2016[27]
- Broken Spaces. Kerber Art, Bielefeld 2015, ISBN 978-3-7356-0122-3
- Henrike Holsing, Gottfried Jäger, Bernd Stiegler: Lichtbild und Datenbild – Spuren Konkreter Fotografie. Kehrer Verlag, Heidelberg 2015, ISBN 3868285555
- New Frankfurt Internationals: Solid Signs. Frankfurter Kunstverein und Nassauischer Kunstverein Wiesbaden (Hrsg.), 2015
- Sigma: Wenn der Zufall Plan wird. Giselher Hartung (Hrsg.), Bruno Dorn Verlag, Frankfurt/Berlin 2014, ISBN 978-3942311168
- Abstrakte Fotografie. Kathrin Schönegg, Bernd Stiegler (Hrsg.), Fotogeschichte. Beiträge zur Geschichte und Ästhetik der Fotografie, Heft 133, Jg. 34, Herbst 2014, Jonas Verlag[28]
- Ludwig Seyfarth: Fotografie in der Möbiusschleife. Die mehr als abstrakte Kunst von Christiane Feser[29]
- Eine/r aus siebzehn: Stipendium Vordemberge-Gildewart 2012. Museum Wiesbaden (Hrsg.), 2012, ISBN 978-3-89258-094-2
- Bettina Ruhrberg, Ludwig Seyfarth, Michael Stoeber: Christiane Feser – Latente Konstrukte. Distanz Verlag, Berlin 2012, ISBN 3942405997[30]
- Christiane Feser. Distanz Verlag, Berlin 2012, ISBN 978-3-94240-599-7
- Bildspuren – Unruhige Gegenwarten. Darmstädter Tage der Fotografie, 2012[31]
- Robert Klanten, S. Ehmann, F. Schulze: Doppelgänger – Images of the Human Being. Gestalten Verlag, Berlin 2011, ISBN 3899553322
- Manipulating Reality: how images redefine the world. Ausstellungskatalog, Centro di cultura contemporanea Strozzina (Hrsg.), Florenz, 2009
- Petra Schmidt, Nicola Stattmann: Unfolded – Papier in Design, Kunst, Architektur und Industrie. Birkhäuser Verlag, 2009, ISBN 3034600313
- Christian Janecke: Christiane  Feser – Arbeiten / Works. Verlag für moderne Kunst, Nürnberg 2008, ISBN 3940748501
- Saar Ferngas Förderpreis junge Kunst.  Pfalzgalerie, Kaiserslautern, 2005